# Dudu
Dudu fue un rey del Imperio acadio que reinó durante 21 años, según la Lista Real Sumeria, aunque no está bien atestiguado arqueológicamente.
Se le describe como rey durante el tiempo de relativa anarquía que siguió a la muerte de Sharkalisharri. La Lista Real menciona otras cuatro figuras que habrían competido al trono durante tres años, antes que él: Igigi, Imi, Nanum, e Ilulu. No hay otros registros que hayan sobrevivido referentes a estos competidores, pero algunos artefactos con inscripciones confirman el gobierno de Dudu sobre un estado acadio, que pudo haber incluido poco más que la capital, Agadé. Parece haber emprendido campañas contra antiguos súbditos de Acad en el sur, como Girsu, Umma y Elam. A diferencia de anteriores reyes acadios, no existe certeza de la existencia de "nombres de año" para este tiempo, por lo que es improbable que Dudu haya podido reinar tantos años. Las incursiones de los guti parecen haber causado un rápido colapso del poder acadio durante este período de inestabilidad, y se ha sugerido que uno de los cuatro rivales al trono antes mencionados, Ilulu, fue en realidad un gobernante guti.
Dudu fue sucedido por su hijo Shu-Durul en la Lista Real.